# Rizal (Palawan)
Rizal (Bayan ng Rizal) är en kommun i Filippinerna. Kommunen tillhör provinsen Palawan och ligger på ön med samma namn. Folkmängden uppgår till 31 745 invånare.
Rizal är indelat i 11 barangayer.